# Віфанія
Віфанія, Бейт-Анія (від грец. Βηθανία, арам. בית עניא, івр. בית עניה), аль-Ейзарія чи Азарієх (араб. العيزريه) — село в Палестині. Згадується у Новому Заповіті як дім Марії, Марти і Лазаря, а також Симона Прокаженого. Повідомляється, що Ісус тут ночував після його відомого в'їзду в Єрусалим як Месія, щоб справдилися слова пророків. У Віфанію Він також віддалявся від своїх учнів під час Вознесіння.
Зазвичай Віфанія ототожнюється з сучасним палестинським селом аль-Ейзарія, розташованим на відстані 1,5 км на схід від старої дільниці Єрусалима, на південно-східному схилі Оливкової гори. Сучасна назва якого утворена від імені Лазар у значенні «місце Лазаря».
Найстаріший будинок у сучасній аль-Ейзарії (назва якої означає «Місце Лазаря») є дім 2000-річної давнини, приваблюючий з IV століття прочан, що це Дім Марфи та Марії, сестер Лазаря (нагадує біблійну історію).

## Етимологія
Корінь слова та походження терміна «Віфанія», послужили предметом багатьох досліджень і дебатів.
Вільям Діксон присвячує цьому багатосторінкове посилання у його книзі «Свята Земля» (1866 р.), головним чином заперечуючи тлумачення цього терміна як «дім фініків», який приписується одному легковажному досліднику через ряд байдужих пояснювальних помилок.
Дослідник Дойч запропонував не-єврейський корінь, слово сирійського походження, значення якого — «дім злиднів» чи «бідний дім».
В Ономастиконі Євсевія, у версії Ієроніма, значення Віфанії визначається як лат. domus adflictionis чи «дім страждання.»

## Галерея

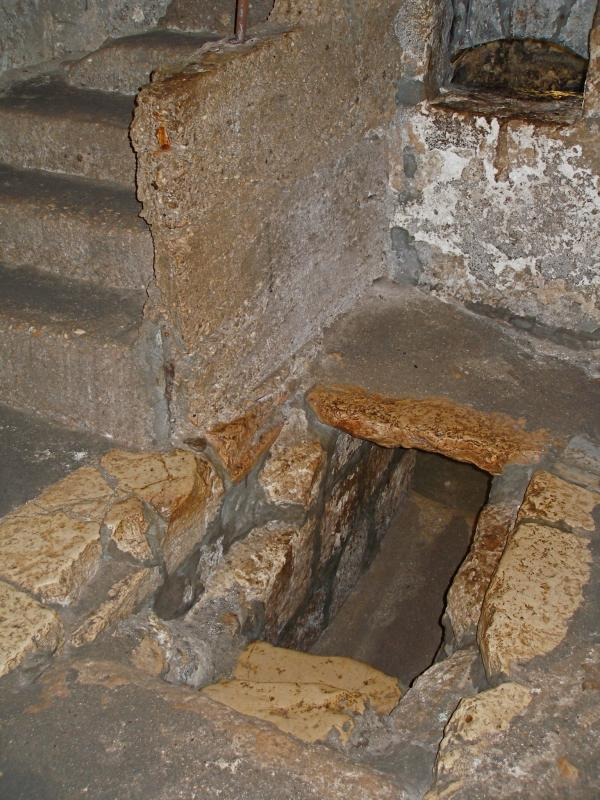
Вхід в похоронну камеру Лазаря, Віфанія (аль-Ейзарія)
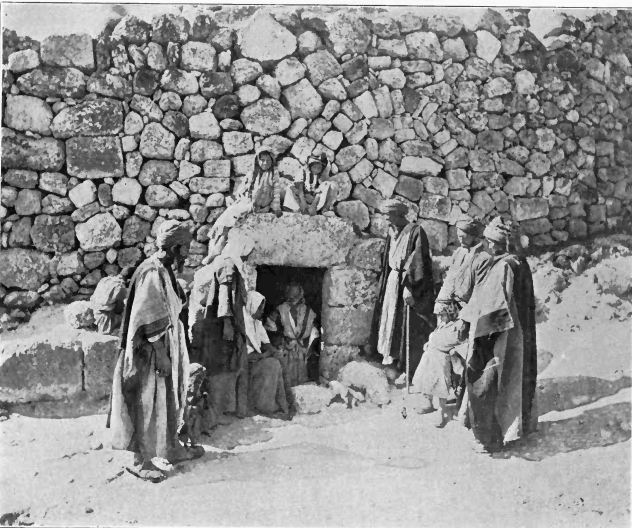
Гріб Лазаря у 1906–1913 рр.
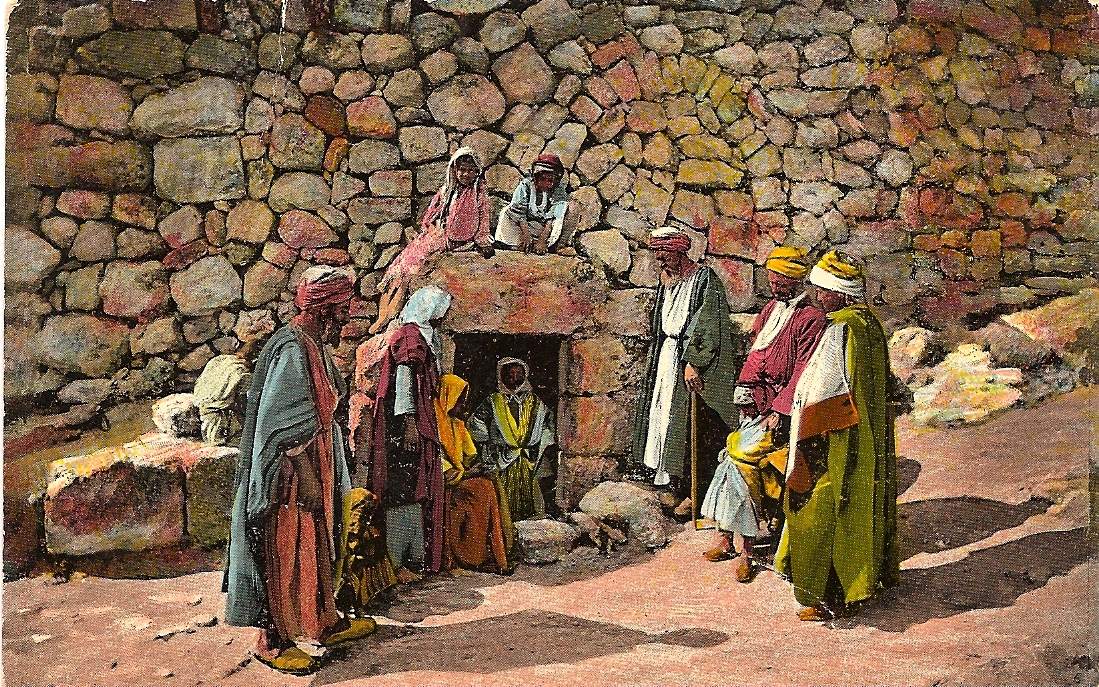
Старовинна поштова картка із зображенням поховального гроту Лазаря
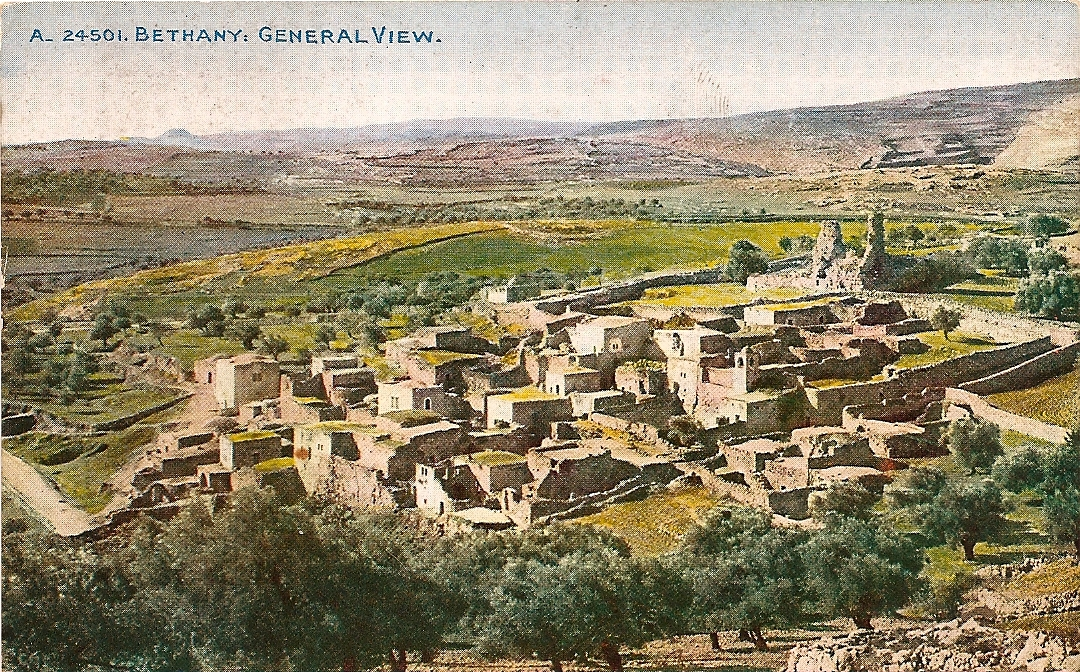
Старовинна поштова картка із зображенням Віфанії
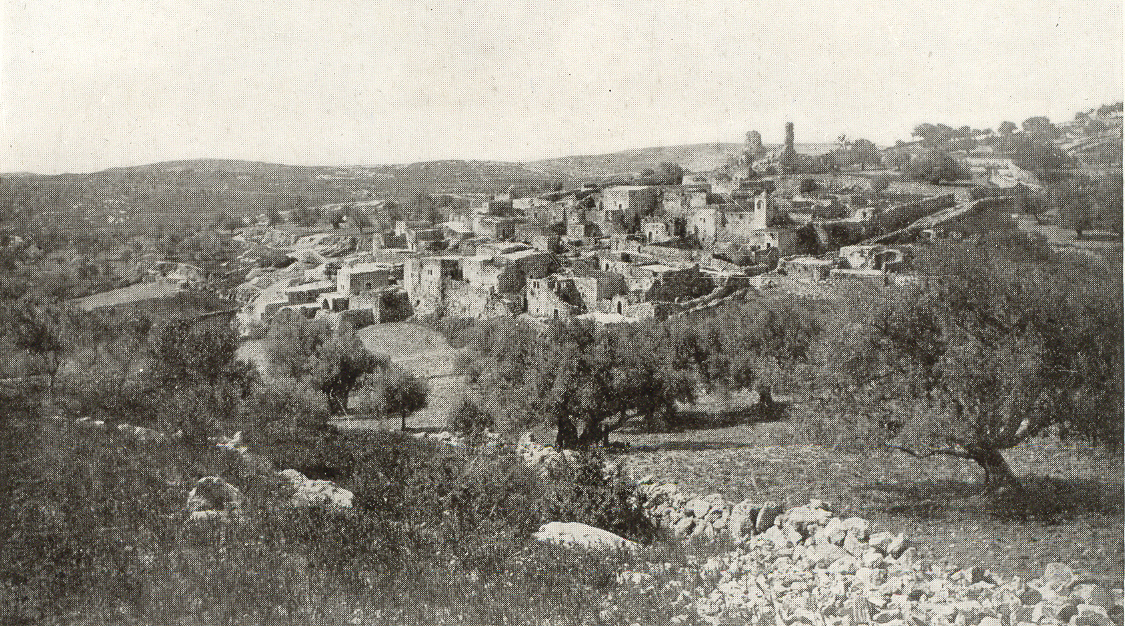
Віфанія (аль-Ейзарія) у 1910 р.
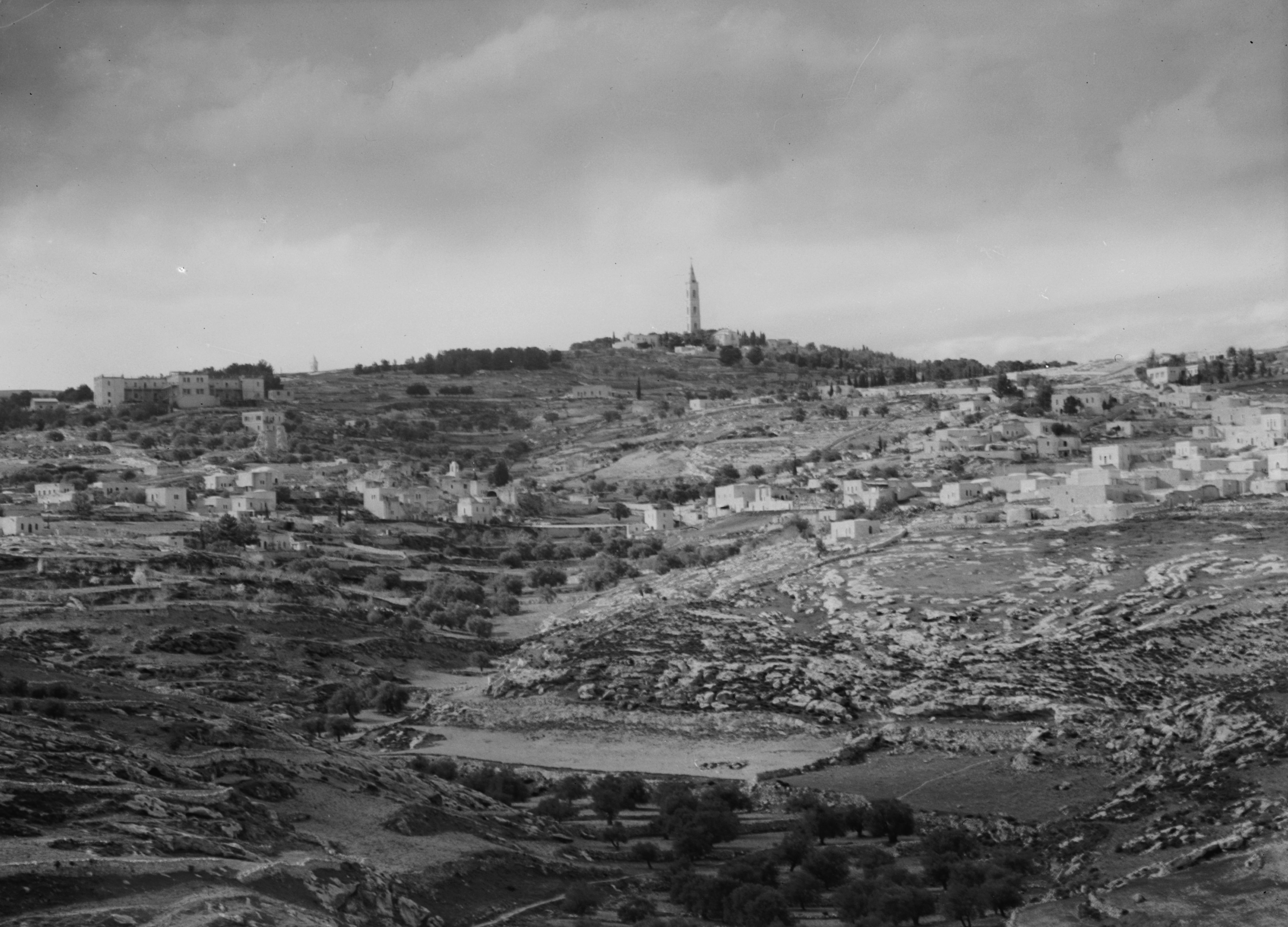
Світлина Віфанії в 1940 р. (вид зі схилу «Абу Діс»)
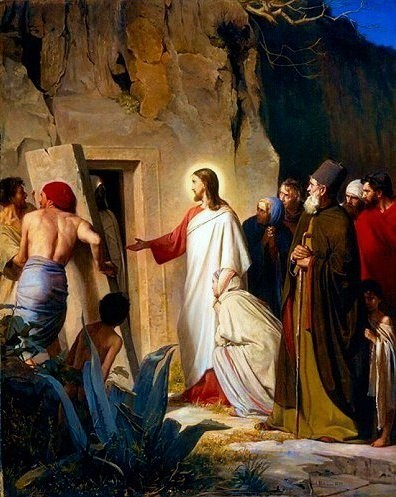
Картина Карла Генріха Блоха «Воскресіння Лазаря»
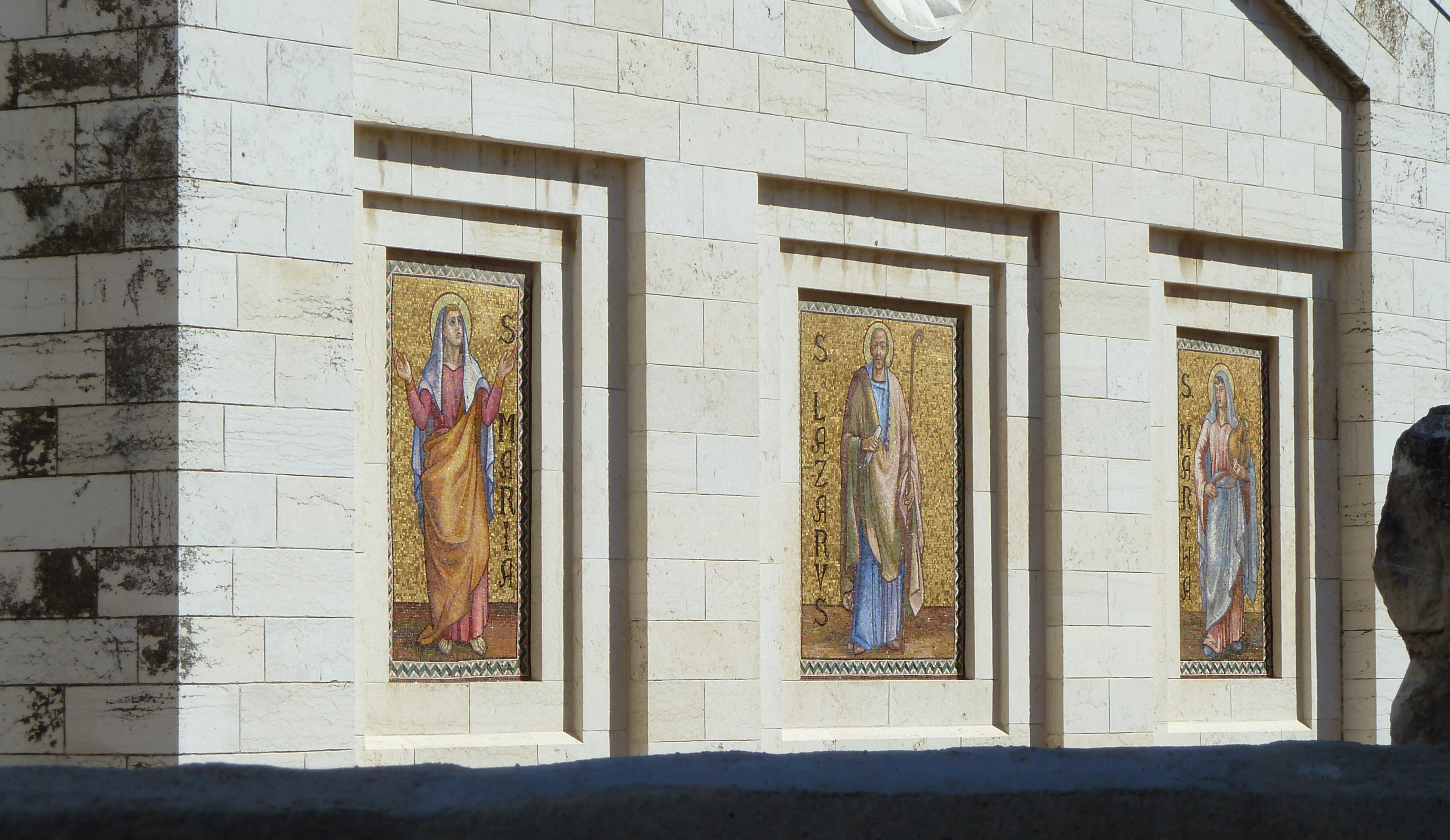
Мозаїчне зображення Марії, Лазаря та Марфи на церкві святого Лазаря
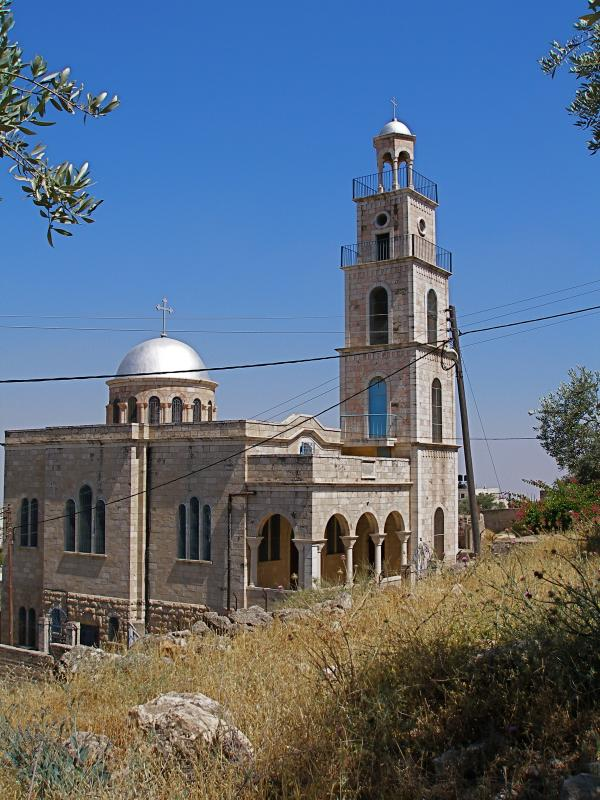
Греко-православна церква в аль-Ейзарії біля могили Лазаря
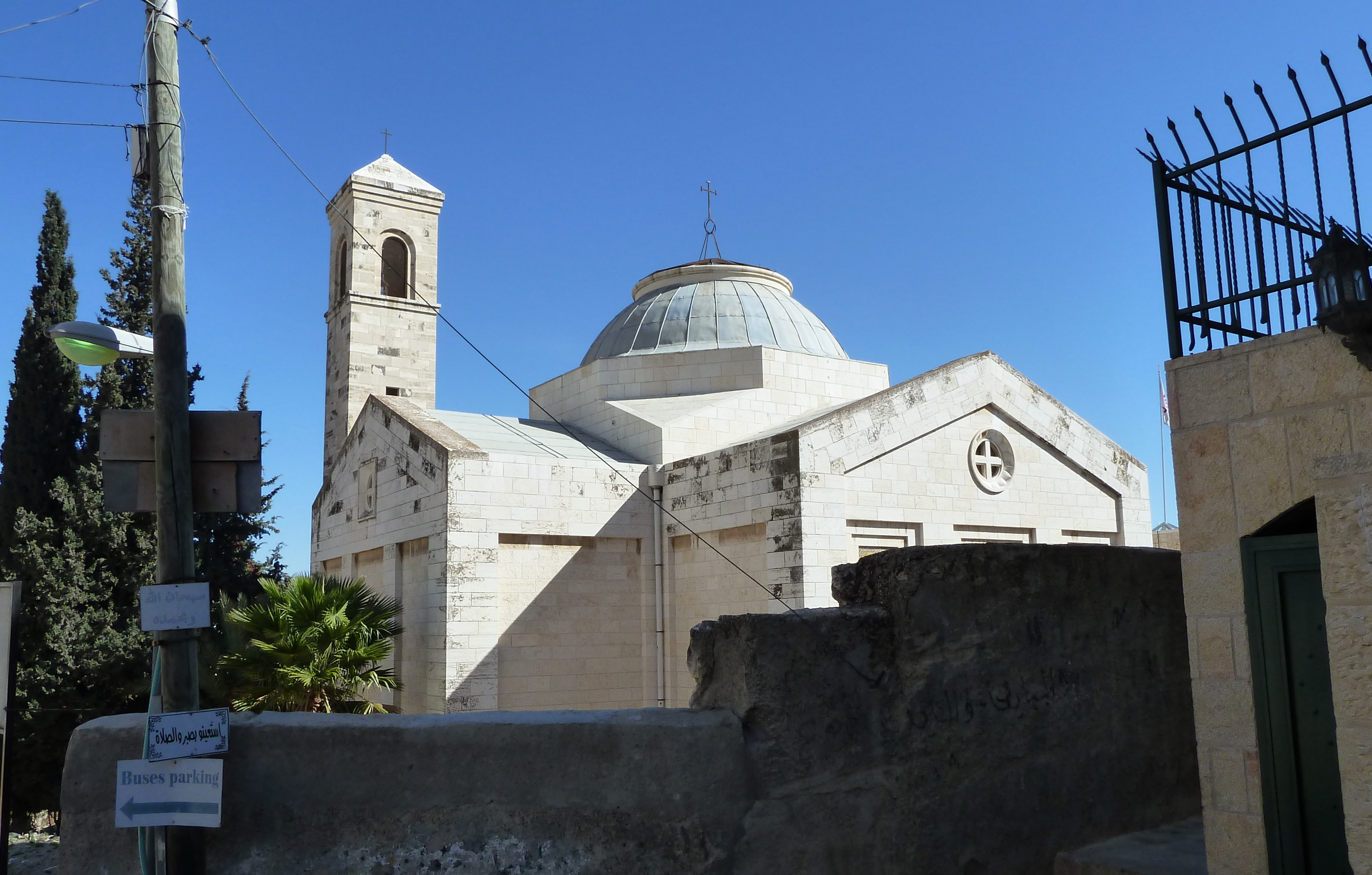
Римо-католицька церква у Віфанії
- Відео вигляду і розташування похоронного гроту Лазаря